# Переможці Відкритого чемпіонату Австралії з тенісу серед жінок в одиночному розряді
Відкритий чемпіонат Австралії належить до чотирьох турнірів Великого шлему (разом з Вімблдонським турніром, Відкритим чемпіонатом Франції з тенісу та Відкритим чемпіонатом США з тенісу). Турнір серед жінок був заснований у 1922 році й мав назву Australasian Championships (1922-1926), Australian Championships (1927-1968), Australian Open (від 1969 року).
Нижче наведено список чемпіонок та фіналісток в одиночному розряді.

## Аматорська ера (Australasian Championships)
| Рік  | Країна    | Переможець             | Країна    | Фіналіст  | Рахунок       |
| ---- | --------- | ---------------------- | --------- | --------- | ------------- |
| 1922 | Австралія | Маргарет Моулсворт     | Австралія | Есна Бойд | 6–3, 10–8     |
| 1923 | Австралія | Маргарет Моулсворт (2) | Австралія | Есна Бойд | 6–1, 7–5      |
| 1924 | Австралія | Сільвія Ленс Гарпер    | Австралія | Есна Бойд | 6–3, 3–6, 8–6 |
| 1925 | Австралія | Дафне Акгерст          | Австралія | Есна Бойд | 1–6, 8–6, 6–4 |
| 1926 | Австралія | Дафне Акгерст (2)      | Австралія | Есна Бойд | 6–1, 6–3      |

## Аматорська ера (Australian Championships)
| Рік  | Країна                                     | Переможець                                 | Країна                                     | Фіналіст                                   | Рахунок                                    |
| ---- | ------------------------------------------ | ------------------------------------------ | ------------------------------------------ | ------------------------------------------ | ------------------------------------------ |
| 1927 | Австралія                                  | Есна Бойд                                  | Австралія                                  | Сільвія Ланс Гарпер                        | 5–7, 6–1, 6–2                              |
| 1928 | Австралія                                  | Дафне Акгерст (3)                          | Австралія                                  | Есна Бойд                                  | 7–5, 6–2                                   |
| 1929 | Австралія                                  | Дафне Акгерст (4)                          | Австралія                                  | Луї Бікертон                               | 6–1, 5–7, 6–2                              |
| 1930 | Австралія                                  | Дафне Акгерст (5)                          | Австралія                                  | Сільвія Ланс Гарпер                        | 10–8, 2–6, 7–5                             |
| 1931 | Австралія                                  | Корал Баттсворт                            | Австралія                                  | Марджорі Кокс Кроуфорд                     | 1–6, 6–3, 6–4                              |
| 1932 | Австралія                                  | Корал Баттсворт (2)                        | Австралія                                  | Катлін Ле Мессурієр                        | 9–7, 6–4                                   |
| 1933 | Австралія                                  | Джоан Гартіґан                             | Австралія                                  | Корал Баттсворт                            | 6–4, 6–3                                   |
| 1934 | Австралія                                  | Джоан Гартіґан (2)                         | Австралія                                  | Маргарет Моулсворт                         | 6–1, 6–4                                   |
| 1935 | Велика Британія                            | Дороті Раунд                               | Велика Британія                            | Ненсі Лайл                                 | 1–6, 6–1, 6–3                              |
| 1936 | Австралія                                  | Джоан Гартіґан (3)                         | Австралія                                  | Ненсі Вінн Болтон                          | 6–4, 6–4                                   |
| 1937 | Австралія                                  | Ненсі Вінн Болтон                          | Австралія                                  | Емілі Гуд Вестакотт                        | 6–3, 5–7, 6–4                              |
| 1938 | США                                        | Дороті Банді                               | Австралія                                  | Дороті Стівенсон                           | 6–3, 6–2                                   |
| 1939 | Австралія                                  | Емілі Гуд Вестакотт                        | Австралія                                  | Нелл Голл Гопман                           | 6–1, 6–2                                   |
| 1940 | Австралія                                  | Ненсі Вінн Болтон (2)                      | Австралія                                  | Телма Койн Лонґ                            | 5–7, 6–4, 6–0                              |
| 1941 | Турнір не відбувався (Друга світова війна) | Турнір не відбувався (Друга світова війна) | Турнір не відбувався (Друга світова війна) | Турнір не відбувався (Друга світова війна) | Турнір не відбувався (Друга світова війна) |
| 1942 | Турнір не відбувався (Друга світова війна) | Турнір не відбувався (Друга світова війна) | Турнір не відбувався (Друга світова війна) | Турнір не відбувався (Друга світова війна) | Турнір не відбувався (Друга світова війна) |
| 1943 | Турнір не відбувався (Друга світова війна) | Турнір не відбувався (Друга світова війна) | Турнір не відбувався (Друга світова війна) | Турнір не відбувався (Друга світова війна) | Турнір не відбувався (Друга світова війна) |
| 1944 | Турнір не відбувався (Друга світова війна) | Турнір не відбувався (Друга світова війна) | Турнір не відбувався (Друга світова війна) | Турнір не відбувався (Друга світова війна) | Турнір не відбувався (Друга світова війна) |
| 1945 | Турнір не відбувався (Друга світова війна) | Турнір не відбувався (Друга світова війна) | Турнір не відбувався (Друга світова війна) | Турнір не відбувався (Друга світова війна) | Турнір не відбувався (Друга світова війна) |
| 1946 | Австралія                                  | Ненсі Вінн Болтон (3)                      | Австралія                                  | Джойс Фітч                                 | 6–4, 6–4                                   |
| 1947 | Австралія                                  | Ненсі Вінн Болтон (4)                      | Австралія                                  | Нелл Голл Гопман                           | 6–3, 6–2                                   |
| 1948 | Австралія                                  | Ненсі Вінн Болтон (5)                      | Австралія                                  | Марі Тумі                                  | 6–3, 6–1                                   |
| 1949 | США                                        | Доріс Гарт                                 | Австралія                                  | Ненсі Вінн Болтон                          | 6–3, 6–4                                   |
| 1950 | США                                        | Луїз Браф                                  | США                                        | Доріс Гарт                                 | 6–4, 3–6, 6–4                              |
| 1951 | Австралія                                  | Ненсі Вінн Болтон (6)                      | Австралія                                  | Телма Койн Лонґ                            | 6–1, 7–5                                   |
| 1952 | Австралія                                  | Телма Койн Лонґ                            | Австралія                                  | Гелен Енґвін                               | 6–2, 6–3                                   |
| 1953 | США                                        | Морін Конноллі                             | США                                        | Джулія СемпсонГейворд                      | 6–3, 6–2                                   |
| 1954 | Австралія                                  | Телма Койн Лонґ (2)                        | Австралія                                  | Дженні Стейлі Гоуд                         | 6–3, 6–4                                   |
| 1955 | Австралія                                  | Берил Пенроуз                              | Австралія                                  | Телма Койн Лонґ                            | 6–4, 6–3                                   |
| 1956 | Австралія                                  | Мері Картер Рейтано                        | Австралія                                  | Телма Койн Лонґ                            | 3–6, 6–2, 9–7                              |
| 1957 | США                                        | Ширлі Фрай                                 | США                                        | Алтея Гібсон                               | 6–3, 6–4                                   |
| 1958 | Велика Британія                            | Анджела Мортімер                           | Австралія                                  | Лоррен Коглан                              | 6–3, 6–4                                   |
| 1959 | Австралія                                  | Мері Картер Рейтано (2)                    | ПАР                                        | Рене Схюрман                               | 6–2, 6–3                                   |
| 1960 | Австралія                                  | Маргарет Сміт Корт                         | Австралія                                  | Джен Легейн                                | 7–5, 6–2                                   |
| 1961 | Австралія                                  | Маргарет Сміт Корт (2)                     | Австралія                                  | Джен Легейн                                | 6–1, 6–4                                   |
| 1962 | Австралія                                  | Маргарет Сміт Корт (3)                     | Австралія                                  | Джен Легейн                                | 6–0, 6–2                                   |
| 1963 | Австралія                                  | Маргарет Сміт Корт (4)                     | Австралія                                  | Джен Легейн                                | 6–2, 6–2                                   |
| 1964 | Австралія                                  | Маргарет Сміт Корт (5)                     | Австралія                                  | Леслі Тернер Боурі                         | 6–3, 6–2                                   |
| 1965 | Австралія                                  | Маргарет Сміт Корт (6)                     | Бразилія                                   | Марія Буено                                | 5–7, 6–4, 5–2                              |
| 1966 | Австралія                                  | Маргарет Сміт Корт (7)                     | США                                        | Ненсі Річі                                 | технічна поразка                           |
| 1967 | США                                        | Ненсі Річі                                 | Австралія                                  | Леслі Тернер                               | 6–1, 6–4                                   |
| 1968 | США                                        | Біллі Джин Кінг                            | Австралія                                  | Маргарет Корт                              | 6–1, 6–2                                   |

## Відкрита ера (Australian Open)

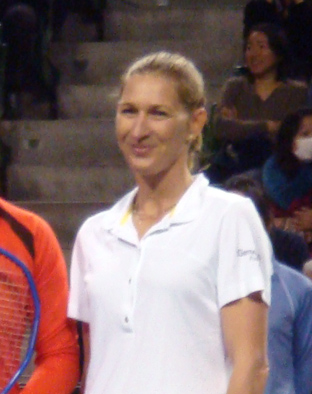
Штеффі Граф здобула чотири титули

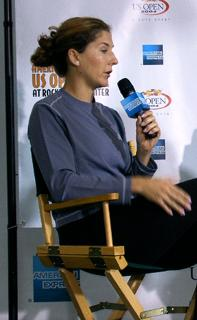
Моніка Селеш здобула чотири титули

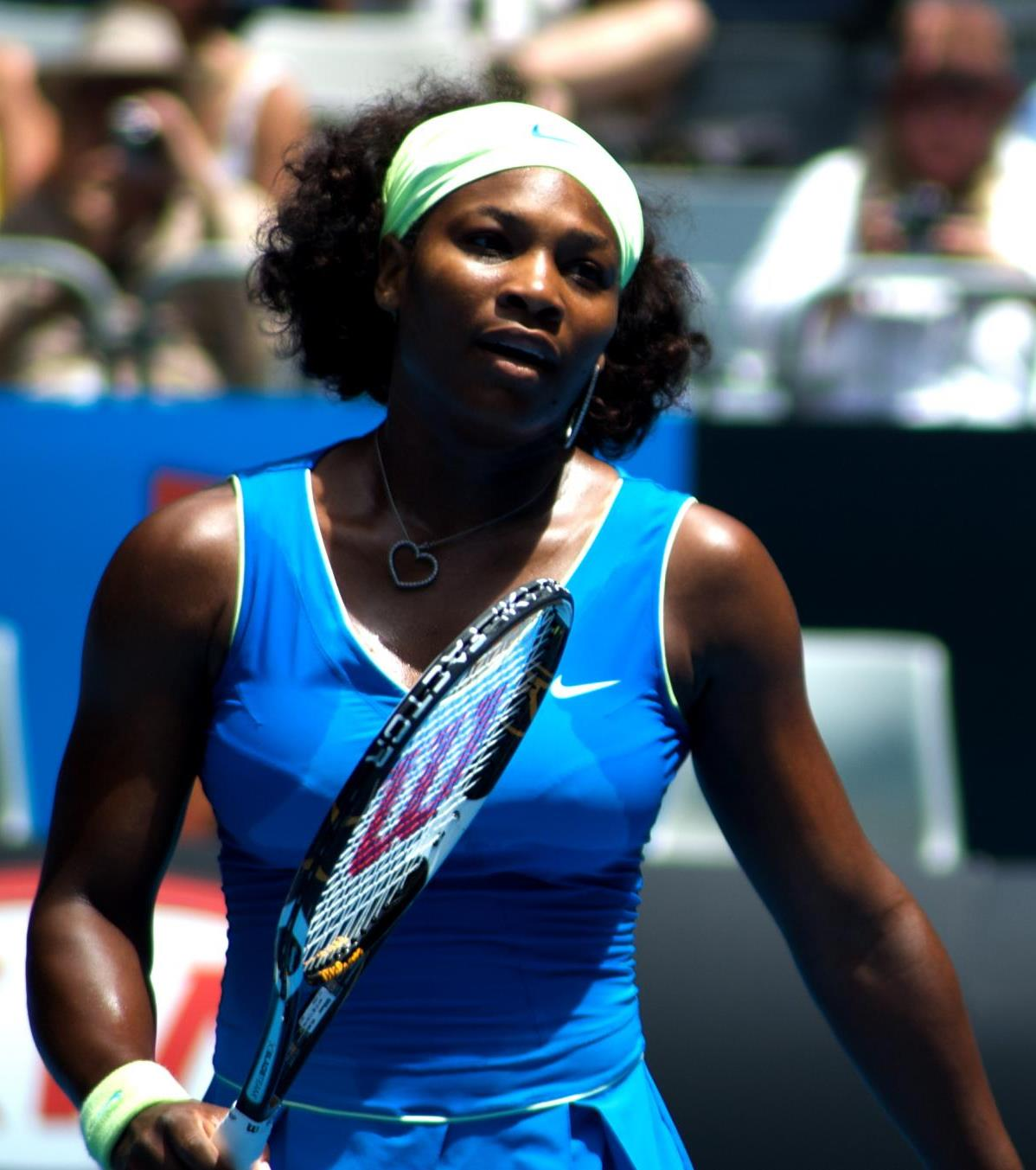
Серена Вільямс здобула сім титулів (рекордна кількість)

| Рік        | Країна                                  | Переможець                              | Країна                                  | Фіналіст                                | Рахунок                                 |
| ---------- | --------------------------------------- | --------------------------------------- | --------------------------------------- | --------------------------------------- | --------------------------------------- |
| 1969       | Австралія                               | Маргарет Сміт Корт (8)                  | США                                     | Біллі Джин Кінг                         | 6–4, 6–1                                |
| 1970       | Австралія                               | Маргарет Сміт Корт (9)                  | Австралія                               | Керрі Мелвілл                           | 6–1, 6–3                                |
| 1971       | Австралія                               | Маргарет Сміт Корт (10)                 | Австралія                               | Івонн Гулагонг-Коулі                    | 2–6, 7–6(7–0), 7–5                      |
| 1972       | Велика Британія                         | Вірджинія Вейд                          | Австралія                               | Івонн Гулагонг-Коулі                    | 6–4, 6–4                                |
| 1973       | Австралія                               | Маргарет Сміт Корт (11)                 | Австралія                               | Івонн Гулагонг-Коулі                    | 6–4, 7–5                                |
| 1974       | Австралія                               | Івонн Гулагонг-Коулі                    | США                                     | Кріс Еверт                              | 7–6(7–5), 4–6, 6–0                      |
| 1975       | Австралія                               | Івонн Гулагонг-Коулі (2)                | Чехословаччина                          | Мартіна Навратілова                     | 6–3, 6–2                                |
| 1976       | Австралія                               | Івонн Гулагонг-Коулі (3)                | Чехословаччина                          | Рената Томанова                         | 6–2, 6–2                                |
| 1977 (Січ) | Австралія                               | Керрі Мелвілл                           | Австралія                               | Діанне Фромгольтц                       | 7–5, 6–2                                |
| 1977 (Гру) | Австралія                               | Івонн Гулагонг-Коулі (4)                | Австралія                               | Гелен Гурлей                            | 6–3, 6–0                                |
| 1978       | Австралія                               | Кріс О'Ніл                              | США                                     | Бетсі Нагелсен                          | 6–3, 7–6(7–3)                           |
| 1979       | США                                     | Барбара Джордан                         | США                                     | Шерон Волш                              | 6–3, 6–3                                |
| 1980       | Чехословаччина                          | Гана Мандлікова                         | Австралія                               | Венді Тернбулл                          | 6–0, 7–5                                |
| 1981       | США                                     | Мартіна Навратілова                     | США                                     | Кріс Еверт                              | 6–7(7–4), 6–4, 7–5                      |
| 1982       | США                                     | Кріс Еверт                              | США                                     | Мартіна Навратілова                     | 6–3, 2–6, 6–3                           |
| 1983       | США                                     | Мартіна Навратілова (2)                 | США                                     | Кеті Джордан                            | 6–2, 7–6(7–5)                           |
| 1984       | США                                     | Кріс Еверт (2)                          | Чехословаччина                          | Гелена Сукова                           | 6–7(4–7), 6–1, 6–3                      |
| 1985       | США                                     | Мартіна Навратілова (3)                 | США                                     | Кріс Еверт                              | 6–2, 4–6, 6–2                           |
| 1986       | Не відбувався (зміна місяця проведення) | Не відбувався (зміна місяця проведення) | Не відбувався (зміна місяця проведення) | Не відбувався (зміна місяця проведення) | Не відбувався (зміна місяця проведення) |
| 1987       | Чехословаччина                          | Гана Мандлікова (2)                     | США                                     | Мартіна Навратілова                     | 7–5, 7–6(7–1)                           |
| 1988       | ФРН                                     | Штеффі Граф                             | США                                     | Кріс Еверт                              | 6–1, 7–6(7–3)                           |
| 1989       | ФРН                                     | Штеффі Граф (2)                         | Чехословаччина                          | Гелена Сукова                           | 6–4, 6–4                                |
| 1990       | ФРН                                     | Штеффі Граф (3)                         | США                                     | Мері Джо Фернандес                      | 6–3, 6–4                                |
| 1991       | Югославія                               | Моніка Селеш                            | Чехословаччина                          | Яна Новотна                             | 5–7, 6–3, 6–1                           |
| 1992       | Югославія                               | Моніка Селеш (2)                        | США                                     | Мері Джо Фернандес                      | 6–2, 6–3                                |
| 1993       | Союзна Республіка Югославія             | Моніка Селеш (3)                        | Німеччина                               | Штеффі Граф                             | 4–6, 6–3, 6–2                           |
| 1994       | Німеччина                               | Штеффі Граф (4)                         | Іспанія                                 | Аранча Санчес Вікаріо                   | 6–0, 6–2                                |
| 1995       | Франція                                 | Марі П'єрс                              | Іспанія                                 | Аранча Санчес Вікаріо                   | 6–3, 6–2                                |
| 1996       | США                                     | Моніка Селеш (4)                        | Німеччина                               | Анке Губер                              | 6–4, 6–1                                |
| 1997       | Швейцарія                               | Мартіна Хінгіс                          | Франція                                 | Марі П'єрс                              | 6–2, 6–2                                |
| 1998       | Швейцарія                               | Мартіна Хінгіс (2)                      | Іспанія                                 | Кончіта Мартінес                        | 6–3, 6–3                                |
| 1999       | Швейцарія                               | Мартіна Хінгіс (3)                      | Франція                                 | Амелі Моресмо                           | 6–2, 6–3                                |
| 2000       | США                                     | Ліндсі Девенпорт                        | Швейцарія                               | Мартіна Хінгіс                          | 6–1, 7–5                                |
| 2001       | США                                     | Дженніфер Капріаті                      | Швейцарія                               | Мартіна Хінгіс                          | 6–4, 6–3                                |
| 2002       | США                                     | Дженніфер Капріаті (2)                  | Швейцарія                               | Мартіна Хінгіс                          | 4–6, 7–6(9–7), 6–2                      |
| 2003       | США                                     | Серена Вільямс                          | США                                     | Вінус Вільямс                           | 7–6(7–4), 3–6, 6–4                      |
| 2004       | Бельгія                                 | Жустін Енен                             | Бельгія                                 | Кім Клейстерс                           | 6–3, 4–6, 6–3                           |
| 2005       | США                                     | Серена Вільямс (2)                      | США                                     | Ліндсі Девенпорт                        | 2–6, 6–3, 6–0                           |
| 2006       | Франція                                 | Амелі Моресмо                           | Бельгія                                 | Жустін Енен                             | 6–1, 2–0                                |
| 2007       | США                                     | Серена Вільямс (3)                      | Росія                                   | Марія Шарапова                          | 6–1, 6–2                                |
| 2008       | Росія                                   | Марія Шарапова                          | Сербія                                  | Ана Іванович                            | 7–5, 6–3                                |
| 2009       | США                                     | Серена Вільямс (4)                      | Росія                                   | Дінара Сафіна                           | 6–0, 6–3                                |
| 2010       | США                                     | Серена Вільямс (5)                      | Бельгія                                 | Жустін Енен                             | 6–4, 3–6, 6–2                           |
| 2011       | Бельгія                                 | Кім Клейстерс                           | КНР                                     | Лі На                                   | 3–6, 6–3, 6–3                           |
| 2012       | Білорусь                                | Вікторія Азаренко                       | Росія                                   | Марія Шарапова                          | 6–3, 6–0                                |
| 2013       | Білорусь                                | Вікторія Азаренко (2)                   | КНР                                     | Лі На                                   | 4–6, 6–4, 6–3                           |
| 2014       | КНР                                     | Лі На                                   | Словаччина                              | Домініка Цібулкова                      | 7–6(7–3), 6–0                           |
| 2015       | США                                     | Серена Вільямс (6)                      | Росія                                   | Марія Шарапова                          | 6–3, 7–6(7–5)                           |
| 2016       | Німеччина                               | Анджелік Кербер                         | США                                     | Серена Вільямс                          | 6–4, 3–6, 6–4                           |
| 2017       | США                                     | Серена Вільямс (7)                      | США                                     | Вінус Вільямс                           | 6–4, 6–4                                |
| 2018       | Данія                                   | Каролін Возняцкі                        | Румунія                                 | Сімона Халеп                            | 7–6(7–2), 3–6, 6–4                      |
| 2019       | Японія                                  | Наомі Осака                             | Чехія                                   | Петра Квітова                           | 7–6(7–2), 5–7, 6–4                      |
| 2020       | США                                     | Софія Кенін                             | Іспанія                                 | Гарбінє Мугуруса                        | 4–6, 6–2, 6–2                           |
| 2021       | Японія                                  | Наомі Осака (2)                         | США                                     | Дженніфер Брейді                        | 6–4, 6–3                                |
| 2022       | Австралія                               | Ешлі Барті                              | США                                     | Даніель Роуз Коллінс                    | 6–3, 7–6(7–2)                           |
| 2023       | [ a ]                                   | Аріна Соболенко                         | Казахстан                               | Олена Рибакіна                          | 4–6, 6–3, 6–4                           |
| 2024       | [ a ]                                   | Аріна Соболенко (2)                     | КНР                                     | Чжен Ціньвень                           | 6–3, 6–2                                |
| 2025       | США                                     | Медісон Кіз                             | [ a ]                                   | Аріна Соболенко                         | 6–3, 2–6, 7–5                           |

## Статистика
Статистика наведена станом на момент закінчення турніру 2023 року.

### Багаторазові переможці
| Гравець                         | Аматорська ера | Відкрита ера | Разом | Роки                                                             |
| ------------------------------- | -------------- | ------------ | ----- | ---------------------------------------------------------------- |
| Маргарет Корт, Австралія        | 7              | 4            | 11    | 1960, 1961, 1962, 1963, 1964, 1965, 1966, 1969, 1970, 1971, 1973 |
| Серена Вільямс, США             | 0              | 7            | 7     | 2003, 2005, 2007, 2009, 2010, 2015, 2017                         |
| Ненсей Вайн Болтон, Австралія   | 6              | 0            | 6     | 1937, 1940, 1946, 1947, 1948, 1951                               |
| Дафне Акгерст, Австралія        | 5              | 0            | 5     | 1925, 1926, 1928, 1929, 1930                                     |
| Івонн Гулагонг-Коулі, Австралія | 0              | 4            | 4     | 1974, 1975, 1976, 1977 (Гру)                                     |
| Штеффі Граф, Німеччина          | 0              | 4            | 4     | 1988, 1989, 1990, 1994                                           |
| Моніка Селеш, Югославія, США    | 0              | 4            | 4     | 1991, 1992, 1993, 1996                                           |
| Мартіна Хінгіс, Швейцарія       | 0              | 3            | 3     | 1997, 1998, 1999                                                 |
| Мартіна Навратілова, США        | 0              | 3            | 3     | 1981, 1983, 1985                                                 |
| Джоан Гартіґан, Австралія       | 3              | 0            | 3     | 1933, 1934, 1936                                                 |
| Вікторія Азаренко, Білорусь     | 0              | 2            | 2     | 2012, 2013                                                       |
| Наомі Осака, Японія             | 0              | 2            | 2     | 2019, 2021                                                       |
| Дженніфер Капріаті, США         | 0              | 2            | 2     | 2001, 2002                                                       |
| Гана Мандлікова, Чехія          | 0              | 2            | 2     | 1980, 1987                                                       |
| Кріс Еверт, США                 | 0              | 2            | 2     | 1982, 1984                                                       |
| Корал Баттсворт, Австралія      | 2              | 0            | 2     | 1931, 1932                                                       |
| Тельма Койн Лонг, Австралія     | 2              | 0            | 2     | 1952, 1954                                                       |
| Маргарет Моулсворт, Австралія   | 2              | 0            | 2     | 1922, 1923                                                       |
| Мері Картер Рейтано, Австралія  | 2              | 0            | 2     | 1956, 1959                                                       |

### Переможці за країнами
| Країна          | Аматорська ера | Відкрита ера | Разом | Перший титул | Останній титул |
| --------------- | -------------- | ------------ | ----- | ------------ | -------------- |
| Австралія       | 33             | 11           | 44    | 1922         | 2022           |
| США             | 7              | 19           | 26    | 1938         | 2025           |
| Німеччина       | 0              | 5            | 5     | 1988         | 2016           |
| Велика Британія | 2              | 1            | 3     | 1935         | 1972           |
| Швейцарія       | 0              | 3            | 3     | 1997         | 1999           |
| Югославія       | 0              | 3            | 3     | 1991         | 1993           |
| Білорусь        | 0              | 2            | 2     | 2012         | 2013           |
| Бельгія         | 0              | 2            | 2     | 2004         | 2011           |
| Франція         | 0              | 2            | 2     | 1995         | 2006           |
| Японія          | 0              | 2            | 2     | 2019         | 2021           |
| Чехословаччина  | 0              | 2            | 2     | 1980         | 1987           |
| Данія           | 0              | 1            | 1     | 2018         | 2018           |
| КНР             | 0              | 1            | 1     | 2014         | 2014           |
| Росія           | 0              | 1            | 1     | 2008         | 2008           |